# El Grau de Moncofa
El Grau de Moncofa, amb aproximadament 1.300 habitants, és el barri marítim del municipi de Moncofa. El Grau, històricament havia sigut l'antiga caseria dels pescadors de Moncofa.
Està situada a 1,2km de la capital del municipi i a 3m sobre el nivell de la mar, a principis de la dècada de 1970 tenia uns 175 habitants, actualment ha desaparegut la seua antiga funció com a port i la xifra d'habitants es multiplica, degut a la seua nova funció turística i residencial.
A la població hi ha les següents platges :
- Platja de Beniesma
- Platja de l'Estanyol
- Platja del Grau: És la platja del centre i on se situava l'antic grau de Moncofa, és la més antiga de les urbanitzades i compta amb tots els serveis. Amb 1200 metres de longitud és famosa pels seus miradors i per la celebració del "desembarcament de la patrona"
- Platja del Masbó
- Platja Pedra-roja

Les platges del Grau, Masbó i Pedra-roja compten amb el distintiu de Bandera Blava.